# Ángel Lulio Cabrera
Ángel Lulio Cabrera (* 19. Oktober 1908 in Madrid; † 8. Juli 1999 in La Plata, Argentinien) war ein argentinischer Botaniker und Phytogeograph, der in der zweiten Hälfte des 20. Jahrhunderts wirkte. Sein offizielles botanisches Autorenkürzel lautet „Cabrera“.

## Leben
Cabrera war der Sohn des Zoologen und Paläontologen Ángel Cabrera Latorre und der Enkel des ersten anglikanischen Bischofs von Spanien. Seine Familienurlaube in der Sierra de Guadarrama und der Beruf seines Vaters beeinflussten seine spätere berufliche Karriere in der Biologie.
1925 zog er mit seinen Eltern und seiner Schwester nach Argentinien, weil sein Vater eine Anstellung am La-Plata-Museum erhielt. Anfänglich wollte er Rechtswissenschaft studieren, um Diplomat zu werden, entschied sich aber schließlich für das Doktorat der Naturwissenschaften.
1926 unternahm er mit seinem Vater eine mehr als zweimonatige Reise durch Patagonien, um Wirbeltiere, Insekten und Fossilien zu sammeln. Bei dieser Reise entdeckte er seine Leidenschaft für die Botanik, indem er auch Herbariumsmaterial zusammentrug. Später nahm er Unterricht bei Augusto Scala und Lorenzo R. Parodi. 1932 machte Cabrera seinen Studienabschluss.
Cabreras Lehrtätigkeit fand sowohl im La-Plata-Museum als auch an der geisteswissenschaftlichen Fakultät der Universidad Nacional de La Plata statt, wo er die verschiedenen Stufen vom Assistenten bis zur Emeritierung 1973 durchlief. Er lehrte die Disziplinen Botanik, Latein und wissenschaftliche Nomenklatur, Phytogeographie und Pflanzenökologie und begleitete die Dissertationen von 20 Doktoranden. Zusammen mit Raúl A. Ringuelet führte er Ende der 1960er Jahre den ersten Studiengang für Ökologie in Argentinien an der Universidad Nacional de La Plata ein.
Von 1946 bis 1975 war er Leiter der wissenschaftlichen Abteilung für Gefäßpflanzen des La-Plata-Museums. Er war ein produktiver Artensammler und bereicherte insbesondere das Herbarium des Museums mit etwa einer halben Million Blättern. 1966 wurde er Mitglied der staatlichen Forschungseinrichtung CONICET und von 1976 bis 1982 Direktor des Instituto de Botánica Darwinion in San Isidro.
Seine Forschungstätigkeit konzentrierte sich auf die Taxonomie, aber sie war auch grundlegend für den Fortschritt der Ökologie und Phytogeographie in Argentinien. Er spezialisierte sich auf die Familie der Korbblütler, obwohl er auch mehrere regionale Floren beschrieb und etwa 250 Fachtexte veröffentlichte, in denen er unter anderem mehrere der Wissenschaft unbekannte Pflanzenarten beschrieb. Der International Plant Name Index listet 1179 Pflanzentaxa, die von Cabrera beschrieben wurden.
1945 gründete er die Sociedad Argentina de Botánica mit dem Ziel, die Aktivitäten der argentinischen Botaniker zu vereinen. Er war für zwei Amtszeiten Präsident dieser Gesellschaft und Herausgeber ihrer Zeitschrift, des Boletín de la Sociedad Argentina de Botánica. Er war auch Herausgeber der Zeitschriften Darwiniana und Hickenia. Cabrera war Mitglied bei naturhistorischen und botanischen Gesellschaften in mehreren Ländern, darunter Chile, Vereinigte Staaten, Peru, Venezuela und Ecuador.
Cabrera war mit Sara Amavet verheiratet, die ihn während seiner gesamten beruflichen Tätigkeit unterstützte. Sie hatten drei Töchter, Marisa, Susana und Elsa. Zum Zeitpunkt seines Todes hatte er sieben Enkelkinder und zwei Urenkel.

## Ehrungen
Nach Ángel Lulio Cabrera benannt sind die Pflanzengattungen Angelianthus H.Rob. & Brettell 1974, Angelphytum G.M.Barroso 1980, Cabreriella Cuatrec. 1980,  Lulia Zardini 1980 und Neocabreria R.M.King & H.Rob. 1972, alle aus der Familie der Korbblütler (Asteraceae).